# آورلی مولر
آورلی مولر (انگلیسی: Aurélie Muller؛ زادهٔ ۷ ژوئن ۱۹۹۰) ورزشکار ورزش شنا اهل فرانسه است.
وی در مسابقات کشوری و بین‌المللی در مجموع برندهٔ ۶ مدال طلا و ۳ مدال نقره شده‌است.